# Ode aan de Zon
Ode aan de Zon is een megalitische landschapskunstwerk in Boswachterij Odoorn, gelegen in de Nederlandse provincie Drenthe. Het is een creatie van beeldhouwer Rob Schreefel.
Het werk bestaat uit een granieten zwerfkei uit het Franse Bretagne, dat als een deksteen op zes zuilen steunt. Hiermee wordt een verbinding gelegd met het trechterbekervolk, die millennia eerder in Drenthe hunnenbedden bouwden. De verweerd aandoende vorm van het werk zou geïnspireerd zijn op de Domus Aurea, het afgebrande paleis van de Romeinse keizer Nero. De zwerfkei is voorzien van een centraal rond gat dat weer geïnspireerd is op het pantheon in Rome. Dit gat creëert een bijzonder lichtspel in het werk, dat van binnen en van buiten te bezoeken is.
De landschapstempel staat aan de rand van een open heideveld in het hart van Boswachterij Odoorn. Dit veld is ontstaan na een zware storm in 1972 en werd na de storm omheind en sindsdien wordt het door schapen begraasd. De locatie van het kunstwerk zou een kruispunt van leylijnen zijn.
In het kader van de verkiezing van favoriete Buitenkunst van Radio 4 programma De ochtend van 4 in samenwerking met duurzame lifestyleprogramma BinnensteBuiten, werd het werk in 2021 verkozen tot 'meest favoriete Buitenkunstwerk van Noord-Nederland'. 